# 모누멘탈레역
모누멘탈레역 (Monumentale)은 밀라노 지하철 5호선의 역이다.

## 역사
모누멘탈레 역 공사는 지난 2010년, 5호선의 두번째 구간인 가리발디 FS 역-산 시로 스타디오 역 구간 공사에 포함되어 시작되었다. 모누멘탈레 역은 지하를 터널 굴착기로 뚫어 지어진 역 중 하나이기도 했다. 약 5년여간의 공사 끝에 2015년 10월 11일에 문을 열었다.

## 역 구조
모누멘탈레 역은 5호선의 다른 모든 역과 마찬가지로 1면 2선 구조로 되어 있으며, 휠체어로 접근이 가능하고, 승강장에 스크린도어가 설치되어 있다. 또한 밀라노 지하철의 도심 구간 내에 있는 역이기도 하다.
출입구는 치미테로 모누멘탈레 광장과 카를로 파리니 로에 나 있다. 원래 모누멘탈레 역은 섬식 승강장으로 지어질 예정이었으나, 나중에 바깥쪽 승강장이 하나 더 지어지면서 현재는 2면 2선으로 운영되고 있다.

## 환승
모누멘탈레 역에서 ATM사가 운영하는 교통노선으로 환승할 수 있으며 다음과 같다.
- 트램 정거장 (Monumentale M5, 10번)
- 트램 정거장 (Via Farini Via Ferrari, 2, 4, 10, 33번)
- 트램 정거장 12,14번

## 시설
- 장애인 접근시설
- 엘리베이터
- 에스컬레이터
- 역내 감시카메라